# Calendário eleitoral brasileiro de 2010
O Calendário Eleitoral 2010, para as eleições gerais no Brasil, foi estabelecido pelo Tribunal Superior Eleitoral por meio da Resolução nº 23.089, de 1º de julho de 2009.  
Esta resolução tem por fundamento legal o artigo 23, inciso IX, do Código Eleitoral e o artigo 105 da Lei nº 9.504 (Lei das Eleições), de 30 de setembro de 1997.
O Calendário Eleitoral de 2010 inicia-se no dia 3 de outubro de 2009 (um ano antes das eleições) e encerra-se no dia 30 de junho de 2011.
O 1º turno das eleições será em 3 de outubro de 2010, domingo, conforme o artigo 1º da Lei nº 9.504/1997 .
O 2º turno das eleições será em 31 de outubro de 2010, domingo, conforme o artigo 2º da Lei nº 9.504/1997 .